# Coleen Gray
Doris Bernice Jensen, conocida como Coleen Gray (Staplehurst, Nebraska, 23 de octubre de 1922-Los Ángeles, California, 3 de agosto de 2015), fue una actriz estadounidense.

## Biografía
Nació bajo el nombre de Doris Bernice Jensen el 23 de octubre de 1922 en Staplehurst, Nebraska. Fue la hija de un agricultor. Al mismo tiempo que acudía al colegio y cantaba en el coro de la Iglesia, Doris trabajó desde muy joven en la granja de su familia, ubicada en el estado de Minnesotta. Muy buena estudiante, se graduó con estupendas calificaciones por la Universidad de Hamline en Lengua Inglesa, Teatro y Música. Tras finalizar sus estudios, de la cual se graduó con honores y recibió un Bachelor of Arts, se trasladó a Hollywood, California para probar fortuna como actriz, consiguiendo importantes papeles en algunas producciones teatrales de la ciudad de Los Ángeles. Cuando llegó a La Jolla obtuvo un empleo como camarera en un restaurante, después de varias semanas ahí, se inscribió en la Universidad de California. Ella también trabajó en la biblioteca de la escuela y en un YWCA mientras estudiaba la universidad.
La 20th Century Fox fue el primer estudio cinematográfico que se fijó en el talento y belleza de la joven de Nebraska, proponiéndole firmar un contrato en el año 1944 gracias al que fue apareciendo en pequeños papeles en películas en las que ya adoptó el nombre artístico de Coleen Gray.
Coleen Gray fue una actriz muy desaprovechada de notables dotes interpretativas que también pudo ser vista en televisión, por ejemplo en varios episodios de la teleserie McCloud 1974-1977 o, con anterioridad, en episodios de 77 Sunset Strip, Bonanza, El Virginiano o Alma de Acero.
Tuvo una hija con Rod Amateu, nacida en 1946, llamada Susan , y un hijo con Bidlack, Bruce Robin en 1954.

## Teatro
Tuvo papeles principales en las producciones teatrales de Los Ángeles Letters to Lucerne y Brief Music, las cuales ganaron su contrato con la compañía estadounidense 20th Century Fox en 1944.

## Películas

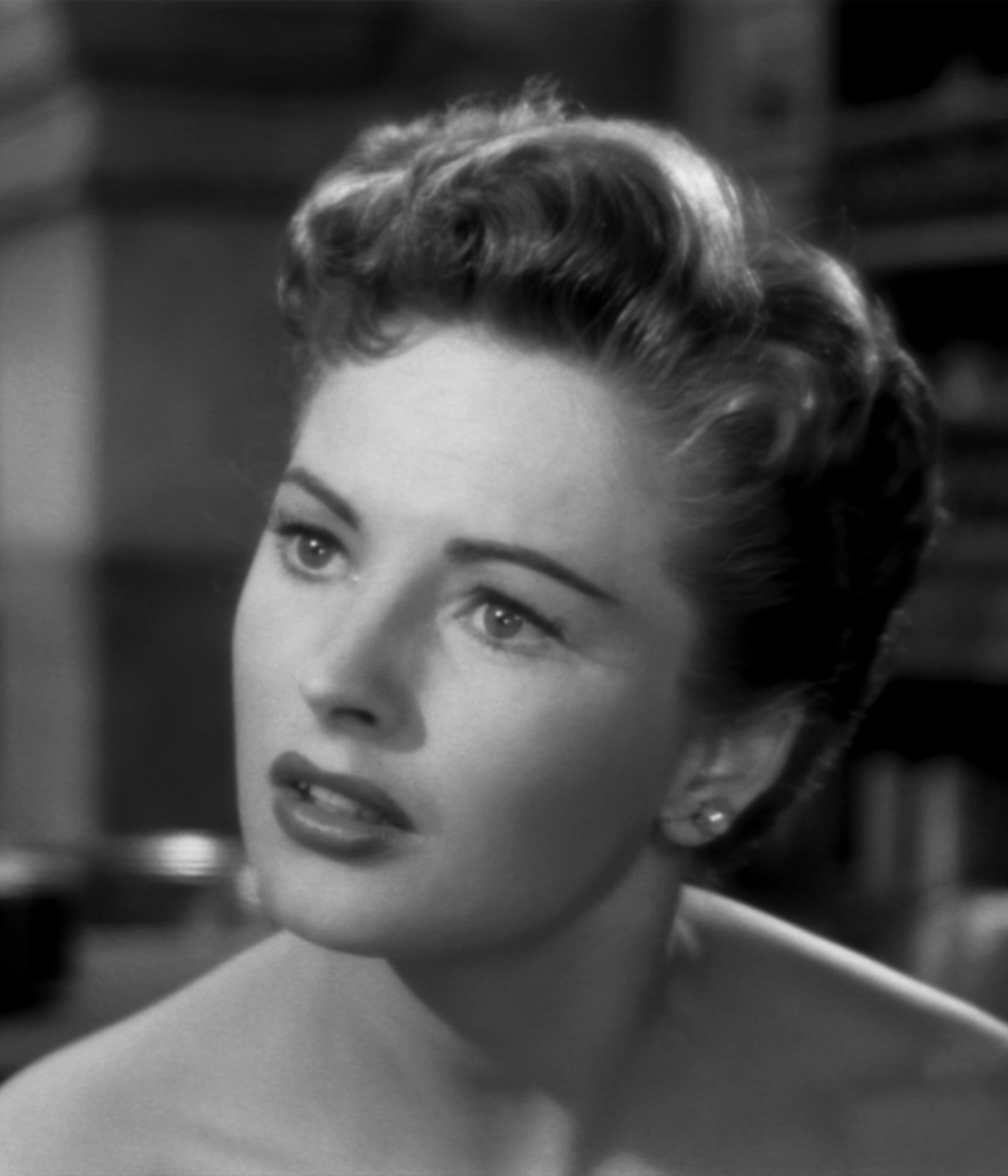
Coleen Gray en 1952.

Después de interpretar un pequeño papel en el film musical State Fair (1945), se quedó embarazada y dejó de trabajar por un corto periodo de tiempo, sólo para regresar un año después como el interés amoroso del personaje interpretado por John Wayne en Río Rojo (1948). Gray apareció en 2 películas del cine negro en El beso de la muerte como esposa del exconvicto interpretado por Victor Mature y como el blanco de Richard Widmark; y en Nightmare Alley como "Electra", la esposa del artista de carnaval interpretado por Tyrone Power.

## Televisión
Desde la década de 1950, Gray apareció como estrella invitada en episodios de series de televisión tales como Four Star Playhouse, Maverick, Alfred Hitchcock Presents, Perry Mason, Mister Ed, Rawhide en 1962 en el episodio "The Devil and the Deep Blue" como Helen Wade, 77 Sunset Strip, Bonanza, The Deputy, Have Gun – Will Travel, The Dakotas, Mis adorables sobrinos, Ironside, Audacia es el juego y Branded.

## Vida privada
Gray se casó con el guionista Rodney Amateau el 10 de agosto de 1945, se divorciaron el 11 de febrero de 1949, y tuvo una hija Susan (nacida en 1946). Su segundo marido fue William Clymer Bidlack, un ejecutivo de la aviación. Ellos se casaron el 14 de julio de 1953, hasta la muerte de él en 1978, fueron padres de un hijo, Bruce Robin Bidlack (nacido en 1954).
En 1979, Gray se casó con Joseph Fritz Zeiser, permanecieron juntos hasta la muerte de él en marzo de 2012. Ellos trabajaron con la organización sin ánimo de lucro, Prison Fellowship fundada en 1976 por Charles Colson, un delincuente convicto en el Escándalo Watergate.

## Fallecimiento
Gray falleció el 3 de agosto de 2015 a los 92 años, por causas naturales en Los Ángeles, California. Está enterrada en el Westwood Memorial Park en California.

## Filmografía
- 1947, El beso de la muerte

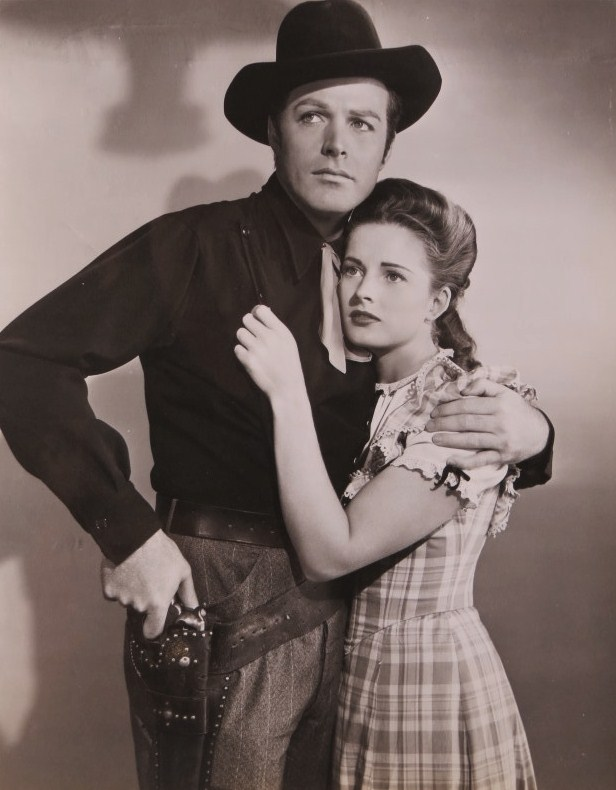
Coleen Gray y Glenn Langan

- 1947, Nightmare Alley (El callejón de las almas perdidas) (1947)
- 1948, Fury at Furnace Creek
- 1948, Río Rojo
- 1949, Sand
- 1950, Father Is a Bachelor
- 1950, Riding High
- 1951, I'll Get You for This
- 1952, Kansas City Confidential
- 1953, Sabre Jet
- 1956, The Killing
- 1956, Town Tamer
- 1957, Copper Sky
- 1957, The Vampire
- 1960, The Leech Woman
- 1961, The Phantom Planet
- 1985, Cry from the Mountain